# اچ‌ام‌سی‌اس استلارتون (کی۴۵۷)
اچ‌ام‌سی‌اس استلارتون (کی۴۵۷) (به انگلیسی: HMCS Stellarton (K457)) یک کشتی بود که طول آن ۲۰۸ فوت (۶۳٫۴ متر) بود. این کشتی در سال ۱۹۴۴ ساخته شد.